# 7139 Tsubokawa
7139 Tsubokawa è un asteroide della fascia principale. 
Scoperto nel 1994, presenta un'orbita caratterizzata da un semiasse maggiore pari a 2,9960806 UA e da un'eccentricità di 0,0297034, inclinata di 9,78896° rispetto all'eclittica.